# Gare de Kruth
Gare de Kruth – stacja kolejowa w miejscowości Kruth, w departamencie Górny Ren, w regionie Grand Est, we Francji. Jest zarządzana przez SNCF i obsługiwana przez pociągi TER Grand Est.

## Położenie
Znajduje się na linii Lutterbach – Kruth, na km 32,035 przed przystankiem Oderen, na wysokości 479 m n.p.m. Jest stacją końcową linii. 

## Linie kolejowe
- Linia Lutterbach – Kruth